# Aurélie Groizeleau
Aurélie Groizeleau,  née le 27 février 1989 à La Rochelle, est une arbitre internationale de rugby française.

## Biographie

### Jeunesse
Aurélie Groizeleau est né le 27 février 1989 à La Rochelle. Elle commence le rugby à cinq ans à Marans en Charente-Maritime où elle grandit. Elle intègre le Pôle espoirs de Toulouse à 15 ans, puis rejoint le club de Saint Orens à son arrivée au pôle.
Elle est sélectionnée à cinq reprises en équipe de France de rugby à XV et sept fois dans celle de rugby à sept mais se rompt les ligaments croisés du genou en 2007 avant sa première sélection au Tournoi des Six Nations féminin,. Cette blessure la contraint à arrêter sa carrière de joueuse à l’âge de 20 ans. Elle passe des diplômes d'éducatrice et se lance dans l'arbitrage.

### Carrière
Aurélie Groizeleau arbitre tout d'abord en Fédérale 1, avant d'être promue plus tard en Pro D2[Quand ?].
Elle fait ses débuts sur la scène internationale le 25 novembre 2018 en arbitrant la rencontre amicale entre l'Italie et l'Afrique du Sud. 
Elle a précédemment officié comme arbitre de touche lors de plusieurs matchs amicaux comme lors de la victoire des Françaises contre les Néo-Zélandaises à Grenoble en novembre 2018. 
Le 9 mars 2019, à 30 ans, elle officie pour la première fois en tant qu'arbitre dans le Tournoi des Six Nations féminin, au sifflet du match Angleterre-Italie à Exeter. Elle succède ainsi à Marie Lematte et Christine Hanizet qui avaient également été retenues comme arbitres lors de précédentes éditions. 
Elle est à nouveau sélectionnée pour le Tournoi en 2020, comme arbitre de champ pour les rencontres Irlande-Écosse et Italie-Angleterre et comme arbitre assistante pour Écosse-Angleterre et Italie-Écosse,.
Aurélie Groizeleau est également agricultrice, éleveuse de pigeonneaux de chair, en association avec son père et son beau-frère, après avoir travaillé dans la banque,.
Malgré le report du Tournoi des Six Nations féminin 2021 en avril pour cause de pandémie de Covid-19, elle fait partie des 2 arbitres françaises sélectionnées, avec Doriane Domenjo. Groizeleau doit arbitrer 2 rencontres et est désignée juge de touche sur une 3e rencontre (Écosse - Italie).
Elle officie lors du Tournoi des Six Nations des moins de 20 ans pour la rencontre opposant l'Italie à l'Angleterre en février 2022. Elle est ensuite désignée lors du Six Nations féminin en avril 2022 pour la rencontre opposant l'Irlande à l'Italie.
En octobre et novembre 2022, elle fait partie des officielles pour la Coupe du monde féminine. Elle a officié sur deux matchs de poules en tant qu'arbitre central, pour Angleterre-Fidji et Nouvelle-Zélande-Écosse.

## Palmarès d'arbitre
- Tournoi des Six Nations féminin 2019 :  Angleterre -  Italie
- Tournoi des Six Nations féminin 2020 :  Irlande -  Écosse et  Italie -  Angleterre
- Tests matchs féminins d'automne 2020 :  France -  Angleterre
- Tournoi des Six Nations féminin 2021 :  Angleterre -  Écosse et  Italie -  Angleterre

## Galerie

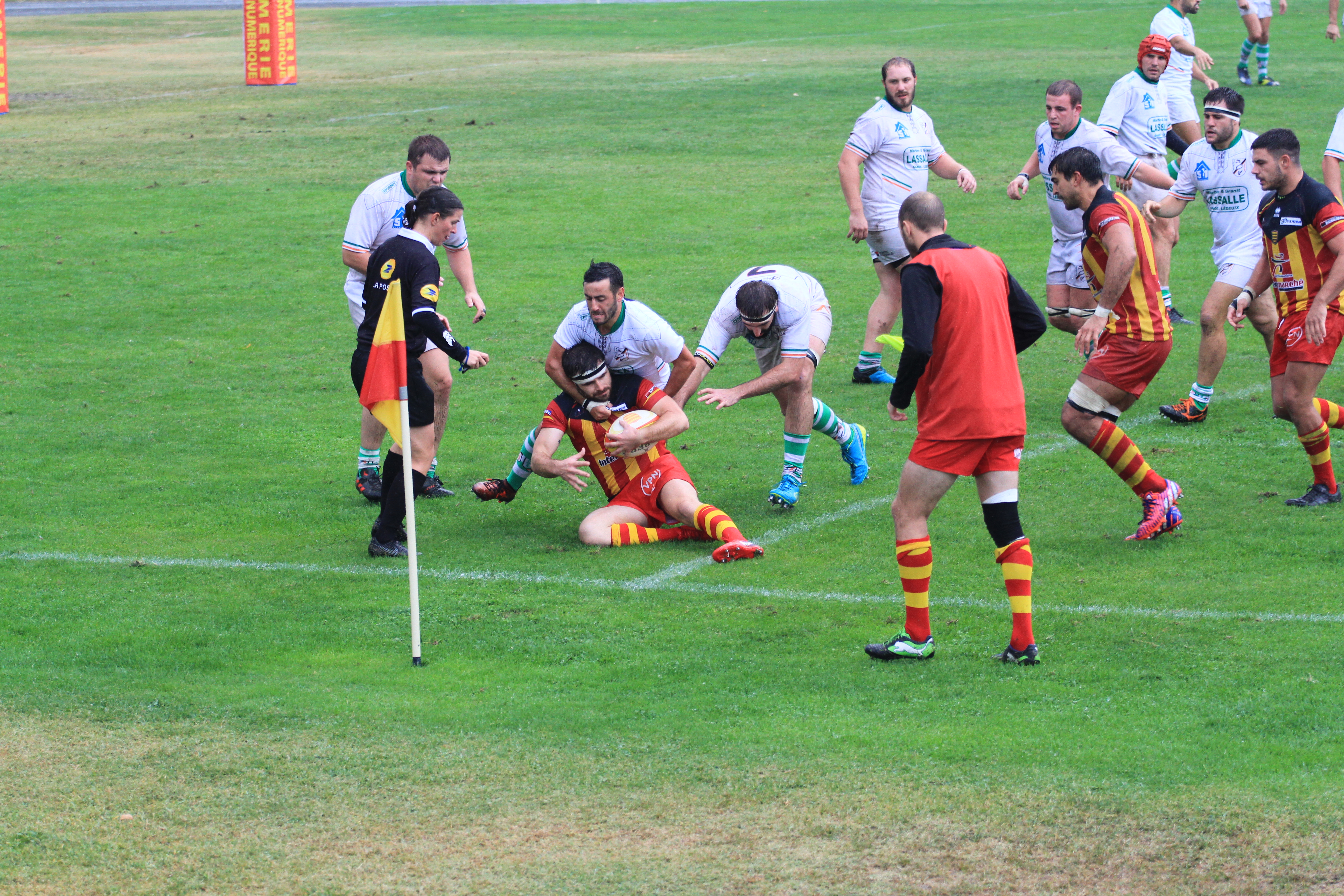
L'arbitre de Rugby Aurélie Groizeleau lors de la rencontre opposant le CM Floirac à l'Entente Aramits Asasp.
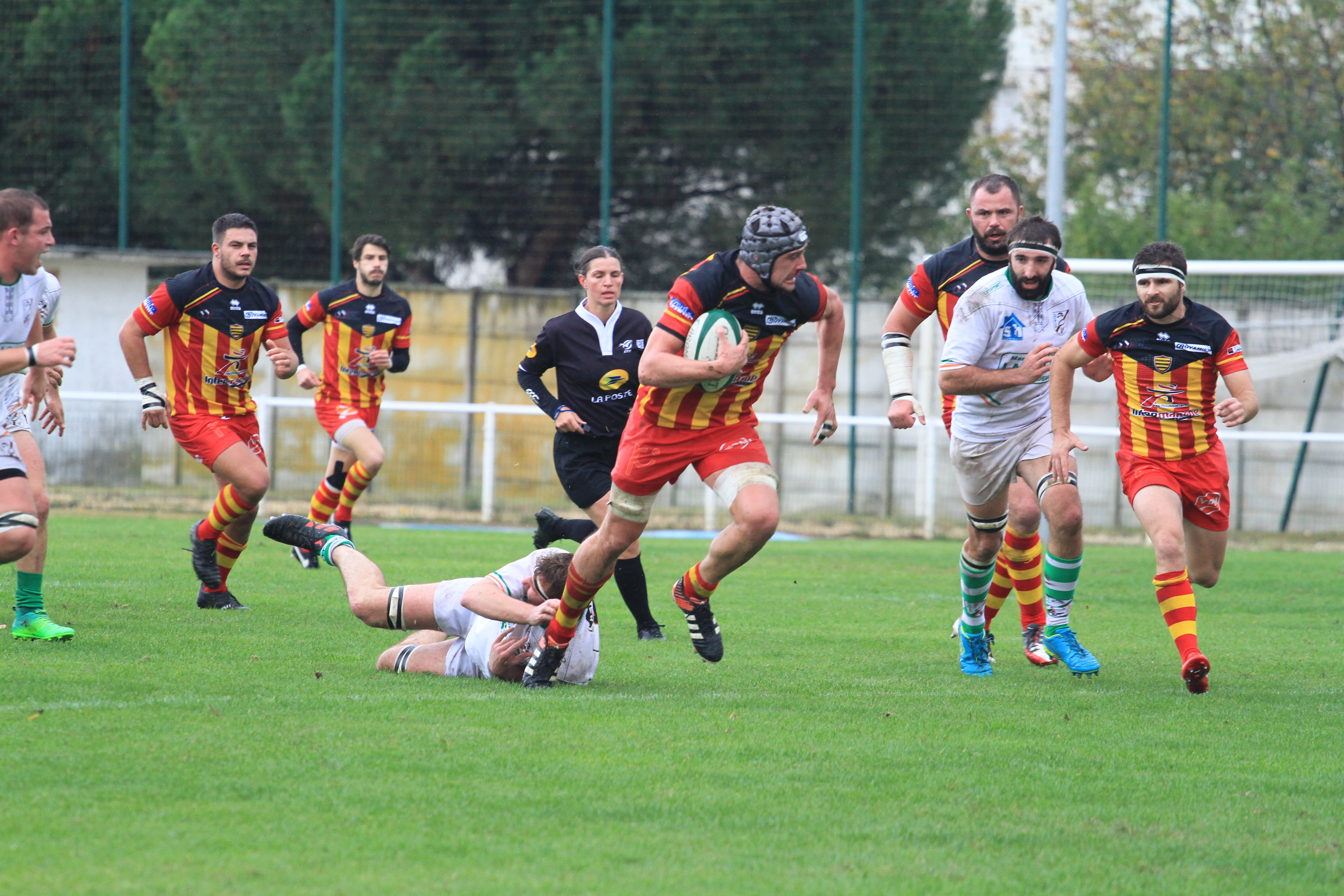
L'arbitre de Rugby Aurélie Groizeleau lors de la rencontre opposant le CM Floirac à l'Entente Aramits Asasp.
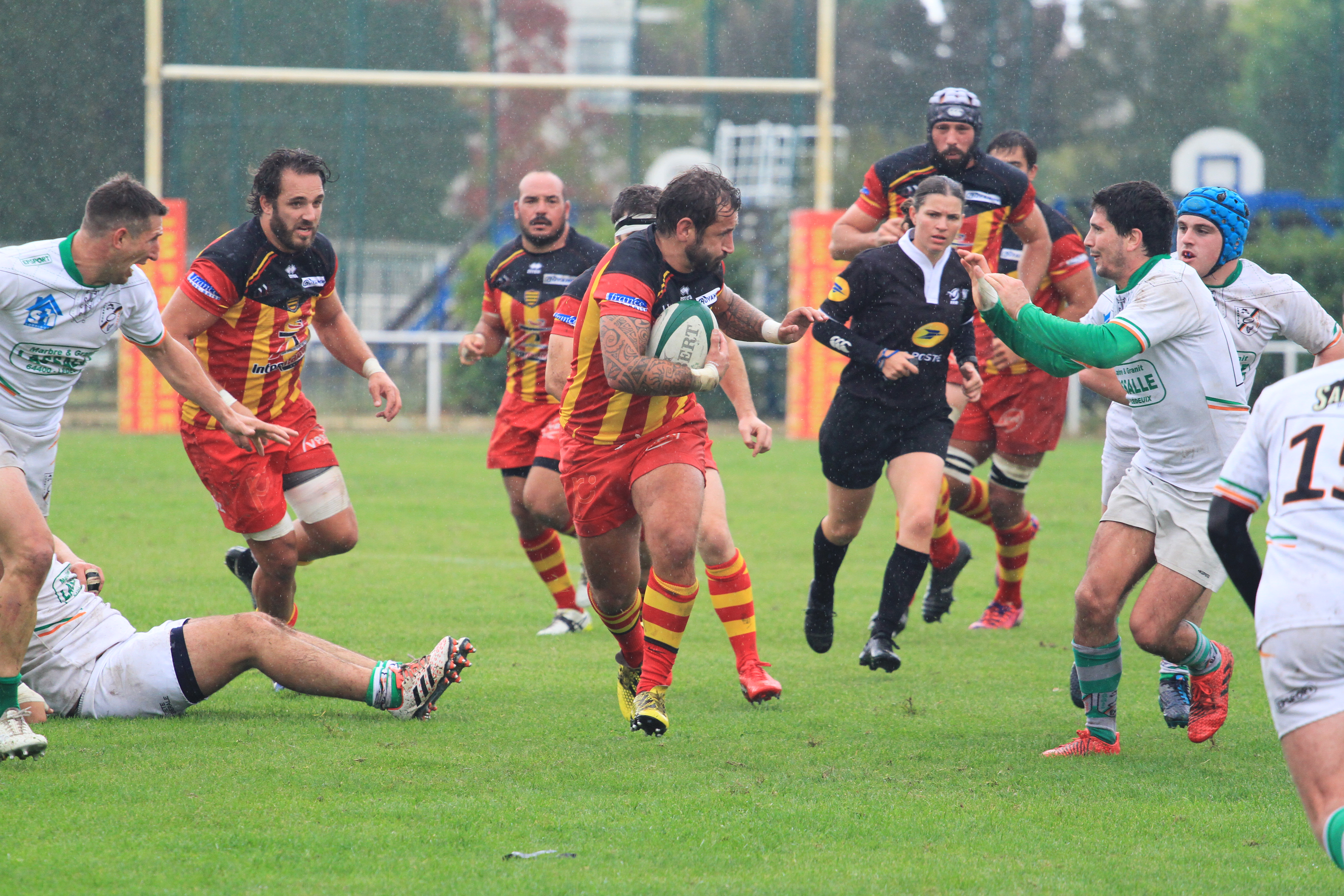
L'arbitre de Rugby Aurélie Groizeleau lors de la rencontre opposant le CM Floirac à l'Entente Aramits Asasp.